# Movimiento I
Movimiento I (en francés: Movement I; en ruso: Движение I, romanizado: Dvizhénie I) es una pintura al óleo sobre lienzo del artista ruso Vasili Kandinski, pintada en 1935 y conservada en la Galería Tretiakov de Moscú, Rusia.

## Historia
Este cuadro representa el último periodo de la obra de Kandinski, que duró 10 años, desde 1934 hasta la muerte del maestro. El artista se vio obligado a trasladarse a París después de que el partido nazi que llegó al poder empezara a imponer una dura censura y provocara el cierre de la Escuela de la Bauhaus.
El lienzo encarna una de las variaciones sobre el tema de la práctica artística y la investigación teórica del periodo de la Bauhaus en Weimar, Turingia (Alemania). En esta época, Kandinski, de setenta años, ya se estaba alejando del método del expresionismo abstracto. En su obra aparecen estructuras geométricas y motivos surrealistas. En su obra de 1928 punto y línea en el plano, Kandinski desarrolla un nuevo principio de análisis de los elementos de la forma basado en la filosofía del estructuralismo. De hecho, sistematiza e investiga su propio vocabulario artístico. Kandinski sigue desarrollando el principio de «necesidad interior» característico de su periodo ruso, pero en general su búsqueda es más abstracta y especulativa. En su artículo «Sobre lo espiritual en el arte», Kandinski escribe sobre el principio de necesidad interior:

«Esta construcción oculta puede consistir en formas aparentemente arrojadas al azar sobre el lienzo, que además parecen no tener relación entre sí: la ausencia externa de conexión interna significa aquí su presencia interna».
«Эта скрытая конструкция может состоять, казалось бы, из случайно брошенных на полотно форм, которые также, казалось бы, никак друг с другом не связаны: внешнее отсутствие внутренней связи означает здесь её внутреннее наличие».

En punto y línea en el plano, Kandinski formula el principio de la composición armónica:

«La estructura integral-armónica de una composición puede consistir, pues, en varios complejos extremadamente opuestos. Estos opuestos pueden incluso tener un carácter desarmónico, y, sin embargo, su correcta aplicación afectará a la armonía general no negativamente, sino favorablemente, y dará a la obra las virtudes de la más alta armonía».
«Целостно-гармоническая структура композиции может, таким образом, состоять из нескольких предельно противоположных комплексов. Эти противоположности могут обладать даже дисгармоническим характером, и, тем не менее, их правильное применение будет воздействовать на общую гармонию не отрицательно, а благотворно и сообщит произведению достоинства высшей гармонии».

El lienzo llegó a la Galería Tretiakov de Moscú procedente de Francia en 1948 por legado del autor y actualmente se expone en el edificio de Krymski Val.

## Descripción
Este cuadro tiene mucho en común con la «Composición VIII» del mismo autor. El cuadro combina formas rígidamente geométricas y orgánicas, elementos pictóricos y gráficos. Esta obra también consta de muchas formas estructurales creadas por un conjunto de finas líneas. Estas estructuras dan dirección e impulso a la obra. Las líneas también son de diferentes colores, lo que crea una atmósfera de energía. La combinación de formas orgánicas y geométricas en esta obra es un fantástico conjunto de elementos que funcionan bien juntos. Las formas orgánicas dan fluidez a la obra, mientras que las geométricas dirigen el movimiento.
Grandes manchas de colores exquisitos emergen del fondo marrón oscuro y morado, dando una sensación de espacio profundo. En contraste, coexisten planos de celosía rígidamente dibujados de diversas configuraciones y curvas de cintas blancas. Los elementos puros de la forma, como puntos, líneas, rectas y curvas, es decir, todos los elementos de la forma que Kandinski considera en su obra teórica, están aquí presentes. Forman mundos pequeños y grandes, interactúan entre sí, brillan a través y a través, experimentan atracción y repulsión. Su flotación (movimiento) pausada en el espacio del cuadro da la sensación del proceso de formación de un cosmos armonioso.
Elementos como el color y la forma, como en otras obras, dan al cuadro dimensionalidad y fluidez. Es de colores vivos y tiene muchas formas. Por ejemplo, el fondo del cuadro está formado principalmente por grandes círculos ondulados en tono marrón. Estos círculos rojos, azules y amarillos son figuras prominentes de la obra y se complementan con círculos más pequeños verdes y turquesas.
Las demás figuras del cuadro fluyen por el lienzo en formas ondulantes que recuerdan al confeti. Estas cintas reinan en el cuadro, son blancas y destacan prominentemente. Algunas, sin embargo, son azul claro, lo que acentúa el color. Estas formas tienen puntos esparcidos por la tela, repitiendo patrones lineales, radiales y espaciales. Un ejemplo de estos patrones se encuentra en la esquina superior izquierda del cuadro, donde patrones lineales de puntos, generalmente de color blanco, surgen de una figura circular. Estos puntos dan a la obra una variedad de colores, ya que brillan en tonos vivos y variados.